# فابیو کوالیارلا
فابیو کوالیارلا (به ایتالیایی: Fabio Quagliarella) (زاده ۳۱ ژانویه ۱۹۸۳)، بازیکن فوتبال اهل ایتالیا است که در پست مهاجم بازی می‌کرد.
وی از سال ۲۰۰۷ تا ۲۰۱۹ عضو تیم ملی ایتالیا بوده و در تورنمنت‌ها معتبری چون یورو ۲۰۰۸، جام کنفدراسیون‌های ۲۰۰۹ و جام جهانی ۲۰۱۰ برای تیم ملی کشورش به میدان رفته‌است.
در ۱۵ مارس ۲۰۱۹ پس از وقفه‌ای ۹ ساله، توسط روبرتو مانچینی برای دو بازی برابر فنلاند و لیختن‌اشتاین در رقابت‌های مقدماتی یورو ۲۰۲۰ به تیم ملی دعوت شد و با به‌ثمر رساندن ۲ گل برابر تیم ملی لیختن‌اشتاین با ۳۶ سال و ۵۴ روز سن، تبدیل به مسن‌ترین گلزن تاریخ تیم ملی ایتالیا شد.
کوالیارلا و باتیستوتا و رونالدو مشترکاً صاحب رکورد گلزنی در ۱۱ بازی متوالی سری آ هستند.
وی در فصل ۲۰۱۹–۲۰۱۸ در رقابتی تنگاتنگ با رونالدو، زاپاتا و پیونتک، و با ۲۶ گل زده، آقای گل و بهترین مهاجم سری آ شده و در تیم منتخب فصل قرار گرفت.

## خداحافظی
کوالیارلا در پایان فصل ۲۰۲۲-۲۳ و پس از سقوط تیم سمپدوریا به سری ب ایتالیا، از این تیم جداشد و به عنوان بازیکن آزاد، به دنبال تیم بود. اما از آنجا که شرایط بدنی مناسبی نداشت، در سن ۴۰ سالگی و در تاریخ ۱۹ نوامبر ۲۰۲۳ (۲۸ آبان ۱۴۰۲)، خداحافظی خود از فوتبال را اعلام کرد و برای همیشه کفش هایش را آویخت.

## زندگی شخصی
کوالیارلا به احترام نیکلو گالی، دوست دوران کودکی و هم تیمی آکادمی جوانان، که در سال ۲۰۰۱ در یک سانحه رانندگی درگذشت، با پیراهن شماره ۲۷ که قبلاً گالی می‌پوشید، به میدان می‌رود.
در فوریه ۲۰۱۷، کوالیارلا در مصاحبه با مدیاست فاش کرد که در زمان حضور در ناپولی او و خانواده‌اش طی یک دوره ۵ ساله، توسط شخصی خلافکار تهدید می‌شدند و این موضوع در نهایت منجر به ترک باشگاه از سوی او شد.